# اگه جرات داری دوستم داشته باش
اگر جرأت داری دوستم داشته باش (به انگلیسی: Love Me If You Dare) یا (به فرانسوی: Jeux d'enfants) فیلمی محصول سال ۲۰۰۳ و به کارگردانی یان ساموئل است. در این فیلم بازیگرانی همچون گیوم کنه، ماریون کوتیار، تابلوت ورهاگه، رابرت وایلر، ژرارد واتکینز، ژیل لولوش، ژولیا فور، الودی ناوار ایفای نقش کرده‌اند.